# Pflegewissenschaft
Pflegewissenschaft beschäftigt sich mit Fragen der Gesundheits- und Kranken-, Kinderkranken- und Altenpflege. Bezugswissenschaften sind z. B. Medizin, Gesundheitswissenschaft, Soziologie, Psychologie, Biologie, Philosophie, Theologie und Geschichte.

## Geschichte
Die Wurzeln der Pflegewissenschaft liegen im US-amerikanischen Raum: Der erste Studiengang wird dort auf das Jahr 1907 datiert. Nach dem Ende des Zweiten Weltkrieges sorgte in den USA die von der Russell Sage Foundation unterstützte und von Esther Lucille Brown herausgebrachte Studie Nurses for the future für neue Impulse, indem sie über die mangelhafte pflegerische Versorgung in den USA berichtete und ausdrücklich die Verweisung der Ausbildung an die Universitäten forderte. Dementsprechend entstanden zunächst Studiengänge zur Pflegepädagogik und zum Pflegemanagement. Zeitlich deutlich versetzt bildeten sich dann originär pflegewissenschaftliche Studienangebote, entstanden Forschungsinstitute und entsprechende Fachzeitschriften. 1952 eröffnete Hildegard Peplau den Wissenschaftsdiskurs um Pflegetheorien und Pflegemodelle.
Von den USA ausgehend gelangte die Akademisierungs-Bewegung mit unterschiedlicher Geschwindigkeit in Europa an: In Heidelberg begannen 1946 Gespräche zur Einrichtung eines Pflegestudienganges an der Universität Heidelberg. Diese führten 1953 zur Gründung der Schwesternschule der Universität Heidelberg. Der Wunsch nach einer akademischen Ausbildung scheiterte jedoch, nicht zuletzt am Widerstand der Schwesternorganisationen. In der DDR existierten erste pflegebezogene Studiengänge an der Humboldt-Universität zu Berlin und in Halle/Wittenberg bereits ab den 1960er Jahren, wenngleich mit einer stärkeren pädagogisch-didaktischer oder medizin-naturwissenschaftlicher Prägung. Auch in Großbritannien und den skandinavischen Ländern wurden verhältnismäßig früh mit dem Aufbau von Pflegestudiengängen begonnen.
Ab der ersten Hälfte der 1980er Jahre entstanden auch in der Bundesrepublik Deutschland pflegebezogene Studiengänge, zum Teil in Verbindung mit anderen Fachbereichen. Als Beispiel sei hier der Modellstudiengang „Pflegedienstleitung im Krankenhaus“ am Fachbereich Wirtschaft der Fachhochschule Osnabrück genannt. Nach erfolgreicher Durchführung erfolgte die Übernahme des Studiengangs in das Regelangebot und mit Blick auf die weitere Entwicklung von Studienangeboten in diesem neuen Fachgebiet richtete die Fachhochschule Osnabrück die erste Professur „Krankenpflege und Sozialwissenschaften“ in Deutschland ein und besetzte sie 1987 mit Ruth Schröck. In Ermangelung anderer Möglichkeiten war es zum damaligen Zeitpunkt üblich, dass die Lehrbeauftragten einen pflegewissenschaftlichen Abschluss aus den USA oder Großbritannien innehatten oder anderen wissenschaftlichen Disziplinen entstammten (z. B. Soziologie, Psychologie, Pädagogik). Diese Situation hat sich in der Zwischenzeit aufgrund vielfältiger Studienangebote und verbesserter Promotionsmöglichkeiten deutlich verändert. Festzustellen ist jedoch, dass die Anzahl der Studienangebote an Universitäten gegenüber denen anderer Hochschulen nahezu stagnieren.
Mit einem Zeitverzug von 10 Jahren entstanden auch außerhalb Fachhochschulen und Universitäten Institutionen, die sich der Förderung der Pflegewissenschaft und -forschung und der Qualitätsentwicklung verschrieben haben. Zu nennen sei zum einen das aus einer Stiftung hervorgegangene Agnes-Karll-Institut für Pflegeforschung des DBfK. Im Jahre 1991 konnte das Institut eines der ersten Forschungsprojekte im Kernbereich von Pflege abschließen: Der Pflegeprozeß am Beispiel von Apoplexiekranken – Eine Studie zur Erfassung und Entwicklung ganzheitlich-rehabilitativer Prozeßpflege, die über die Dauer von drei Jahren vom Bundesministerium für Gesundheit gefördert und unter der Leitung von Monika Krohwinkel durchgeführt wurde. Zum anderen die Gründung des Deutschen Netzwerks für Qualitätsentwicklung in der Pflege (DNQP) 1992 durch Doris Schiemann an der Fachhochschule Osnabrück. Das DNQP entwickelt seit 1999 in Kooperation mit dem Deutschen Pflegerat evidenzbasierte Expertenstandards auf nationaler Ebene, die für alle Aufgabenbereich der professionellen Pflege richtungsweisend sind.
1988 erschien mit der Zeitschrift Pflege aus dem Huber Verlag (Bern) erstmals ein deutschsprachiges Wissenschaftsperiodikum für die Pflege.
Im Oktober 1997 wurde Marianne Arndt, die ihre Weiterbildung zur Unterrichtsschwester an der Schwesternschule der Universität Heidelberg absolviert hatte, von der medizinischen Fakultät Charité der Humboldt-Universität zu Berlin die Lehrbefähigung für das Fach Pflegewissenschaft mit Schwerpunkt Pflegeethik verliehen. Hiermit wurde die erste Pflegewissenschaftlerin an einer deutschen Hochschule habilitiert. Am 27. Oktober 1999 wurde an der Medizinischen Fakultät Charité der Humboldt-Universität zu Berlin zum ersten Mal im deutschsprachigen Raum der akademische Grad eines Doktors der Pflegewissenschaft (Doctor rerum curae, Dr. rer. cur.) verliehen.

## Akademische Grade
Pflegewissenschaft folgt dem Bologna Modell der akademischen Ausbildung mit dem Graduieren als Bachelor und als Master. In Deutschland gibt es 32 Pflege Bachelor-Studiengänge und weitere in Planung. Weiterführende Qualifikationen werden mit dem akademischen Grad eines Doctor rerum curae (Dr. rer. cur.), Doctor rerum medicinalium (Dr. rer. medic.) sowie Doctor scientiarum humanarum (Dr. sc. hum.) beliehen. Über die Zukunft der Habilitationen in der Pflegewissenschaft wird die weitere Entwicklung der Bologna-Richtlinie im Rahmen der europäischen Einigung entscheiden müssen. Da viele Pflegewissenschaftlerinnen in Deutschland ihren akademischen Werdegang mit einer Pflegeausbildung beginnen und somit Lebenszeit investieren, um pflegerelevantes Wissen zu erwerben, dürfte die Diskussionen um die Einhaltung bzw. Modifikation der Bologna-Richtlinie von nicht unerheblichem Interesse sein.

## Institute und Abteilungen für Pflegewissenschaft/Pflegeforschung an deutschsprachigen Hochschulen

### Deutschland
- Berlin: Institut für Gesundheits- und Pflegewissenschaft, Charité – Universitätsmedizin Berlin, Campus Virchow-Klinikum (Leitung: Michael Ewers)[12]
- Berlin: Institut für Klinische Pflegewissenschaft, Charité – Universitätsmedizin Berlin, Campus Mitte (Leitung: Jan Kottner)[13]
- Bielefeld: Institut für Pflegewissenschaft, Universität Bielefeld[14]
- Bochum: Department für Pflege-, Hebammen- und Therapiewissenschaften, Hochschule für Gesundheit (Leitung: André Posenau)[15]
- Bremen: Zentrum für Pflegeforschung und Beratung (ZePB), Hochschule Bremen (Leitung: Claudia Stolle-Wahl)[16]
- Bremen: Pflegeforschung, Institut für Public Health und Pflegeforschung (IPP), Universität Bremen (Leitung: Karin Wolf-Ostermann, Birte Berger-Höger, Ingrid Darmann-Finck)[17]
- Frankfurt am Main: Hessisches Institut für Pflegeforschung, University of Applied Science Frankfurt, Hochschule Fulda, Evangelische Hochschule Darmstadt
- Freiburg im Breisgau: Institut für Pflegewissenschaft, Albert-Ludwigs-Universität Freiburg (Leitung: Christiane Kugler)[18]
- Göttingen: Lehrstuhl für Pflegewissenschaft am Universitätsklinikum Göttingen geplant für 2025[19]
- Greifswald: Institut für Pflegewissenschaft und Interprofessionelles Lernen, Universitätsmedizin Greifswald (Steve Strupeit)[20]
- Halle an der Saale: Institut für Pflege- und Gesundheitswissenschaft, Martin-Luther-Universität Halle-Wittenberg (Leitung: Gabriele Meyer)[21]
- Köln: Deutsches Institut für angewandte Pflegeforschung (DIP-Institut) e. V., Katholische Hochschule Nordrhein-Westfalen, Köln (Leitung: Frank Weidner)[22]
- Köln: Institut für Pflegewissenschaft, Universität zu Köln (Leitung: Sascha Köpke)[23]
- Lübeck: Sektion für Forschung und Lehre in der Pflege, Institut für Sozialmedizin und Epidemiologie, Universitätsklinikum Schleswig-Holstein (Leitung: Katrin Balzer)[24]
- München: Institut für Pflegewissenschaft, LMU Klinikum (Leitung: Inge Eberl)[25]
- Oldenburg: Abteilung für Pflegewissenschaft, Department für Versorgungsforschung, Universität Oldenburg (Leitung: Rebecca Palm)[26]
- Osnabrück: Fachgruppe Pflege- und Hebammenwissenschaft, Fakultät Wirtschafts- und Sozialwissenschaften (WiSo), Hochschule Osnabrück[27]
- Osnabrück: Abteilung Pflegewissenschaft, Institut für Gesundheitsforschung und Bildung (IGB), Universität Osnabrück (Leitung: Manfred Hülsken-Giesler)[28]
- Schwäbisch Gmünd: Institut für Pflegewissenschaft, Pädagogische Hochschule Schwäbisch Gmünd[29]
- Tübingen: Abteilung Pflegewissenschaft, Institut für Gesundheitswissenschaften, Universitätsklinikum Tübingen (Leitung: Cornelia Mahler)[30]
- Witten: Department für Pflegewissenschaft, Universität Witten/Herdecke (Leitung: Margareta Halek)[31]
- Würzburg: Institut für Pflegewissenschaft, Universitätsklinikum Würzburg (Leitung: Melanie Messer)[32]

### Österreich
- Graz: Institut für Pflegewissenschaft, Medizinische Universität Graz (Leitung: Christa Lohrmann)[33]
- Hall in Tirol: Institut für Pflegewissenschaft, Tiroler Privatuniversität UMIT (Leitung: Gerhard Müller)[34]
- Salzburg: Institut für Pflegewissenschaft und -praxis, Paracelsus Medizinische Privatuniversität (Jürgen Osterbrink)[35]
- Wien: Institut für Pflegewissenschaft, Universität Wien (Leitung: Kerstin Hämel)[36]

### Schweiz
- Basel: Institut für Pflegewissenschaft – Nursing Science (INS), Universität Basel (Leitung: Michael Simon)[37]
- Zürich: Institut für Implementation Science in Health Care – Schwerpunkt Pflegewissenschaft, Universität Zürich (Leitung: Rahel Naef)[38]

## Pflegewissenschaftliche, deutschsprachige Zeitschriften
- Pflege – die wissenschaftliche Zeitschrift für Pflegeberufe (Hogrefe Verlag)
- Pflegezeitschrift – Fachzeitschrift – Wissen & Management (Springer Medizin)
- Pflegewissenschaft – Zeitschrift für den Dialog von Wissenschaft und Praxis (hpsmedia)[39]
- Pflege & Gesellschaft – Zeitschrift für Pflegewissenschaft (Verlagsgruppe Beltz)[40]
- QuPuG – Journal für qualitative Forschung in Pflege- und Gesundheitswissenschaft (Medical Update, Wien)[41]
- Dr. med. Mabuse – Zeitschrift für alle Gesundheitsberufe